# IC 703
IC 703 — галактика типу NF (в процесі підтвердження) у сузір'ї Чаша.
Цей об'єкт міститься в оригінальній редакції індексного каталогу.